# Adelsprädikat
Ein Adelsprädikat („Prädikat“ von lateinisch praedicatum ‚Rangbezeichnung‘) ist ein Namenszusatz oder die Anrede für einen Adeligen.

## Namenszusatz
Den Zusatz zum Namen eines Adligen gibt es in der Form einer Präposition oder der eines Suffixes (Nachsilbe).

### Als Präposition
Sie stand vor dem Nachnamen, zum Beispiel: „Gerlinde von Mustermann“. Wird in Listen oder Büchern der Nachname zuerst aufgelistet, findet man die Person meist unter den Anfangsbuchstaben des Zunamens. So würde z. B. August von Mustermann unter „M“ zu finden sein (Mustermann, August von) und nicht unter „V“ (von Mustermann, August).

#### Deutschland
von (abgekürzt v.); zu; von und zu; vom; zum; vom und zum; von der; von dem
Ursprünglich diente das Wort „von“ zur Anzeige von Wohnsitz, Herrschaft oder Gerichtsbarkeit, wie zum Beispiel beim Herzog von Württemberg. Um 1630 wurde es üblich, Adelshäuser mit dem Adelsprädikat zu bezeichnen. Aber nicht immer deuteten diese Adelsprädikate, vor allem das „von“, auf eine adelige Herkunft hin. Besonders in Norddeutschland führen Personen ein „von“ im Namen, das allein auf den Herkunftsort deutet. Bei ihnen lag keine damals legitime adlige Herkunft vor. Später wurde dies durch das Suffix „-mann“ abgelöst. Allerdings war es im Mittelalter üblich, dass Söhne aus unebenbürtigen Verbindungen Adliger, aber auch deren uneheliche Kinder, den Namen ihres Vaters als Familiennamen führen durften. Bei neuzeitlichen Adelserhebungen (Nobilitierung) wurde in der Regel lediglich das „von“ vor den bürgerlichen Nachnamen gestellt, so etwa bei Johann Wolfgang von Goethe. Der Name konnte bei einer Nobilitierung auch geändert werden, wie bei Karoline Friederike von Waldenburg (vorher Wichmann) und Otto von Guericke (vorher Otto Gericke).
Ein Genanntname, also die Bezeichnung „gen. von“ für „genannt von“ deutete in Deutschland bzw. Preußen auf eine Adoption hin; Beispiel hierfür Fritz Erich von Lewinski gen. von Manstein. Oftmals wurden die Namen auch durch einen Bindestrich zusammengefügt.
Mit der Zeit blieben viele Namen erhalten, aber der Sitz der Familie änderte sich. So deutet das Adelsprädikat „zu“ im Gegensatz zu „von“ an, dass die Familie zum Zeitpunkt der Namensverfestigung noch im Besitz der namensgebenden Stätte (meist der mittelalterlichen Burg) war, wie zum Beispiel die Fürsten von und zu Liechtenstein. Darüber hinaus wurde „zu“ als Prädikat vor allem von standesherrlichen Fürsten (z. B. Salm) und Grafen (wie z. B. Stolberg) geführt, die mit der Mediatisierung in den Jahren 1803/1806 nicht die fürstliche Würde, aber die hiermit verbundene hoheitliche Territorialgewalt verloren hatten; dadurch waren sie von jenen Fürsten zu unterscheiden, die auch nach 1815 weiterregierten und das Prädikat „von“ führten.
Am 11. August 1919 wurden mit der Weimarer Verfassung die Vorrechte des Adels abgeschafft. Die ehemaligen Adelsprädikate sind dadurch namensrechtlich Bestandteil des Familiennamens geworden.

##### Von und zu
In der frühen Neuzeit wurde vom Adel die Benutzung des „von“ und „zu“ strikt eingehalten. Das „von“ zeigt den Geschlechternamen, zusätzliche Wohnstättennamen werden nach dem Schema von Weißstein zu Schwarzfels geführt.
Damit unterscheiden sich die frühen Adelsfamilien (später Uradel genannt, die alten Rittergeschlechter) in der Konstruktion des Namens vom Briefadel, dessen Namen nicht in Bezug zu einer Ortsangabe standen (von Goethe).
Das von und zu zeigte also einen Adeligen, der seit dem Mittelalter auf seinem Stammsitz heimisch ist.

#### Dänemark
Der Zusatz „von“ verbreitete sich ab etwa 1770 auch bei Offizieren im dänischen Heer. Vorbilder waren das preußische Heer, in dem praktisch alle Offiziere adlig waren und „von“ hießen, sowie die deutschen Adligen im dänischen Armeedienst. In Dänemark konnte bis 1860 jeder Offizier das Wort „von“ in seinen Namen setzen, es bezeichnete daher keinen Adelsrang. Obwohl diese Praxis 1860 abgeschafft wurde, ist es in einigen dänischen Familiennamen noch erhalten.

#### Frankreich
de, d’ (dt. von), du (dt. vom), de la (dt. von der), des (dt. von den)
Meistens wird das „de“ von Personen getragen, die zum Adel gehören, wie bei Marquise de Pompadour und Charles-Maurice de Talleyrand-Périgord. Gerade in Frankreich ist aber die Anzahl der „Scheinadeligen“ sehr groß. Ein adelig klingender Name deutet daher oft nicht auf Adel hin. Um sich einen adligen Anschein zu geben, ließ Claude Debussy im Alter von 20 Jahren Visitenkarten mit der Aufschrift A. de Bussy drucken. Auch Voltaire hatte sich seinen Namen samt de als Nom de plume zugelegt.

#### Italien
di, de, del, da, degli, dalla… (von, vom, von der, von den…)
Das genaue Adelsprädikat hängt vom grammatischen Geschlecht und der Anfangssilbe des Namens ab.
Heute wird die jeweilige Präposition meistens groß geschrieben (z. B. Massimo D’Alema); gelegentlich wird angeführt, die Kleinschreibung weise auf eine adlige Herkunft hin (z. B. Antonio Starabba di Rudinì). Außerdem enthält der Familienname mancher bekannter Adelsfamilien – wie die Borromeos – zwar keine derartige Präposition, doch eine explizite Adelsbezeichnung („Marchese di“ u. ä.).

#### Niederlande und Belgien
Niederländische und belgische  Namensbestandteile wie van („von“), de („der“), ter („zur“) usw. deuten nicht auf Adel hin. Das Prädikat für den untitulierten Adel ist das dem Vornamen vorangestellte Jonkheer, z. B. jhr. Marinus van der Goes van Naters.

#### Österreich
von (abgekürzt v.); zu; von und zu
Ursprünglich zeigte das Wort „von“ die örtliche Herkunft einer Person an, adelig oder nicht. In späteren Nobilitierungen wurde das adelige „von“ als sogenanntes Ehrenwort zum Namen hinzugefügt. Eine Person wurde also „in den Adelsstand mit dem Ehrenwort von“ erhoben; aus „N. N. Müller“ wurde „N. N. von Müller“.
Im Falle einer Nobilitierung konnte an Stelle der Namensschreibweise wie „von Schiller“ oder „von Müller“ auch ein sogenanntes Prädikat (Prädikat im engeren Sinn) zum Familiennamen erbeten werden. Wurde dieses gestattet, hängte der Betreffende sein Wunschprädikat – eine (fiktive) Orts- oder eine fantasievolle Ehrenbezeichnung – an den Familiennamen an; zum Beispiel: „Fischer von Erlach“, „Comini von Sonnenberg“ oder „Amon von Treuenfest“. In einigen Fällen wurde auch die Bezeichnung des Ortes, an dem sich ein Offizier in einer Schlacht besonders ausgezeichnet hatte, als Prädikat gestattet, wie bei „Goglia von Zlota Lipa“. Zum Teil ließen die betreffenden Personen den Familiennamen später einfach weg und nannten sich nur nach dem Prädikat („Hugo von Hofmannsthal“, eigentlich „Hugo Hofmann Edler von Hofmannsthal“). Dies wurde von den österreichischen Behörden geduldet und in einigen Fällen auch amtlich genehmigt. Personen, die in den Ritter- oder einen höheren Stand erhoben wurden, trugen die Standesbezeichnung bzw. den Titel offiziell, d. h. in der Regel jeweils vor dem Familiennamen und nicht vor dem Prädikat, wie etwa „Josef Graf Radetzky von Radetz“. Eine Ausnahme gilt hier bei der Ehrenbezeichnung „Edler von“. Diese wurde immer nach dem Familiennamen getragen; Beispiel: „Hugo Hofmann Edler von Hofmannsthal“. Im gesellschaftlichen Umgang wurden solche Personen aber weniger umständlich bezeichnet: „Josef Freiherr Roth von Limanowa-Lapanów“ war einfach „Josef Baron Roth“ oder „Josef Baron von Limanowa-Lapanów“. Doppelnamen mit Bindestrich und vorangehendem „von“ oder „zu“ und Titel kamen durch Adoption oder Übertragung, wie etwa bei „Karl Freiherr von Pflanzer-Baltin“ und „Stöger-Steiner von Steinstätten“ (Adoption mit Prädikat) oder dem Sonderfall „Habsburg-Lothringen“ aufgrund allerhöchster Genehmigung zustande.
Einen Sonderfall stellen die Adelsbezeichnungen dar, die aus Adelslegitimationen in den Gebieten stammen, die infolge der polnischen Teilungen 1772–1795 an Österreich gefallen waren. Im Gebiet des als österreichisch-ungarisches Kronland gebildeten Königreiches Galizien und Lodomerien (polnisch-Galicja i Bukowina) mit dem Großherzogtum Krakau bestand eine andere Adelstradition mit vom restlichen Europa abweichendem Adelsrecht. Die Szlachta der polnischen Adelsrepublik entstammte überwiegend uradligen Häusern, deren Legitimation in der Zuordnung zu bestehenden Wappengenossenschaften (auch Wappengemeinschaften genannt) bestand. Hierdurch werden unterschiedliche Familien gleichen Namens durch die Nennung der zugehörigen Wappengenossenschaft unterschieden. So gab es z. B. sowohl Grafen Komorowski Wappens Ciołek (legitimiert 1823) als auch Grafen Komorowski Wappens Korczak (legitimiert 1782). Nach dem Adelsaufhebungsgesetz 1919 hat sich die Praxis durchgesetzt, dass die Wappenbezeichnung dem Namen mit oder ohne Bindestrich vorangestellt wird, so dass die Unterscheidung der Ciołek-Komorowski von den Korczak-Komorowski weiter sichergestellt ist. Diese Praxis wurde auch in anderen Nachfolgestaaten der österreichisch-ungarischen Monarchie wie der CSR oder Polen angewendet und sogar in der Zeit der kommunistischen Regime behördlich akzeptiert.
Seit 1919 ist es in Österreich durch das Adelsaufhebungsgesetz verboten, das „von“ und die Titel im Namen zu führen. Sie wurden ersatzlos aus den Pässen gestrichen. Aus „Robert Edler von Musil“ wurde so „Robert Musil“. Manchmal wurde der Familienname gestrichen und das Prädikat ohne „von“ zum Familiennamen erklärt, oder es wurden der Familienname und das Prädikat als Doppelnamen eingetragen. Das hing wohl vom jeweiligen Urkundsbeamten und seiner Gesinnung ab. So gibt es in der Familie „Wolff v. Plottegg“ heute drei staatliche Varianten: „Wolff“, „Plottegg“ und „Wolff-Plottegg“. Die heutigen Doppelnamen lassen allerdings nicht mehr erkennen, ob es sich um einen alten Doppelnamen (durch interfamiliäre Adoption bzw. Übertragung), einen Doppelnamen bestehend aus Familiennamen und Prädikat oder um einen neuen Doppelnamen durch Heirat handelt.

#### Schweiz
Adelstitel (wie Freiherr oder Graf) wurden vom schweizerischen Adel seit dem Mittelalter durchaus geführt, soweit sie ihnen zusätzlich zum Adelsprädikat von zustanden. Die Schweiz war bis zum Westfälischen Frieden 1648 offiziell Teil des Heiligen Römischen Reichs und der Titelgebrauch daher derselbe wie im übrigen Reich. Auch das eidgenössische Patriziat führte teilweise das Adelsprädikat von und bisweilen auch adlige Rangtitel, soweit ihnen diese vom römisch-deutschen Kaiser oder von auswärtigen Monarchen verliehen worden waren. Formell verloren die „Gnädigen Herren“ ihre Macht vorübergehend mit der Helvetischen Republik und definitiv mit den liberalen Revolutionen der 1830er und 1840er Jahre (Regeneration 1831 und Sonderbundskrieg 1847). Die alten Adels- und Patrizierfamilien behielten auch nach 1848 ihr Adelsprädikat „von“ als Bestandteil des Familiennamens, wohingegen die Rangtitel nur noch inoffiziell geführt werden (im Kanton Neuenburg, der bis 1848 vom König von Preußen in Personalunion regiert wurde, werden sie teilweise noch halboffiziell in Klammern gesetzt).
Es ist jedoch nicht immer einfach, adliges Patriziat wie von Graffenried und bürgerliche Herkunftsnamen wie von Gunten zu unterscheiden. Als Synonym zu „von“ wird in der französischsprachigen Schweiz „de“ verwendet, wie de Reyff. Im Berner Patriziat und in Freiburg wurden 1782 und 1783 die Unterschiede unter den Patrizierfamilien adeliger und bürgerlicher Herkunft dadurch ausgeglichen, dass man das Adelsprädikat allen gestattete. Im Luzerner Patriziat ersetzte das Fundamentalgesetz von 1773 den bis dahin üblichen Titel „Junker“ mit dem Prädikat „von“. Allerdings machte man davon, mit Ausnahme der alten Ministerialgeschlechter, wenig Gebrauch. Man nannte sich dafür gerne nach dem Grundbesitz, wie Pfyffer von Altishofen. Die Luzerner Regierung schützte das Adelsprädikat in den Jahren 1895, 1896 und 1899. Ebenso tat dies ein Bundesgerichtsentscheid von 1941.

#### Spanien
In Spanien (und seinen ehemaligen Kolonien) ist das Adelsprädikat Don (bzw. Doña) für Angehörige des Adels üblich, jedoch nicht auf sie beschränkt, da es als ehrende Anrede auch für Bürgerliche mit angesehenem sozialen Rang verwendet wird.
Üblicherweise wird zwischen die beiden Nachnamen (den Familiennamen des Vaters und den der Mutter), die offiziell von allen Spaniern geführt werden, ein y („und“) gesetzt. In standesamtlichen Urkunden wird diese y-Partikel in Spanien auch bei Bürgerlichen verwendet, aber im Alltag außerhalb des spanischen Adels praktisch nie verwendet. Bürgerliche aus angesehenen Familien führen im Alltagsgebrauch oft die beiden Nachnamen unmittelbar hintereinander, ohne Verbindung durch das y. Letzteres ist daher meist ein Indiz für Adelszugehörigkeit.
Anders als für spanische Namen ist dies für katalanische Namen auch im bürgerlichen Gebrauch üblich, sodass bei katalanischer Namensschreibweise immer ein i („und“ auf Katalanisch) zwischen den ersten und den zweiten Nachnamen tritt.

#### Vereinigtes Königreich
Ein dem deutschen „von“ vergleichbares einfaches Adelsprädikat gibt es im britischen Adel nicht. Beim untitulierten Adel übernimmt seine Funktion die Anrede „Sir“ bzw. „Lady“ oder „Dame“. Beim titulierten Adel ist zwischen dem Familiennamen und dem Adelstitel zu unterscheiden; auch Familien der Peerage führen einen vom Titel verschiedenen Familiennamen. Beispielsweise heißt der Duke of Marlborough mit Familiennamen Spencer-Churchill, der Duke of Devonshire gehört zur Familie Cavendish. Die Herkunftsangabe „of“ tritt nur als Bestandteil von Adelstiteln auf.

### Als Suffix

#### Polen
Endung -ski oder -cki oder -wicz
Im 15. Jahrhundert trugen etwa zehn Prozent der polnischen Bevölkerung dieses Prädikat, das aber nicht in allen Fällen ein Adelsprädikat war, sondern ähnliche Bedeutung hat wie das niederdeutsche „van“, also eine Herkunftsbezeichnung ist. Es gab jedoch auch adelige Familien, die das Kürzel -ski oder -cki, -wicz an ihrem Namensende trugen und solche, die durch Heirat in den polnisch-litauischen Adel aufgenommen wurden und deren Familie hierdurch ebenfalls adelig wurde. Die polnischen Königreiche und Polen-Litauen sind hier besonders zu betrachten, da sie auch titellos waren.

#### Russland, Belarus und Ukraine
Bis 1917 hatten nur die Adeligen das Recht, mit dem Vatersnamen „-owitsch“ (z. B. Iwanowitsch = Iwans Sohn usw.) angeredet zu werden; also bei einem Adligen: Alexander Iwanowitsch Petrow, bei einem Nichtadligen: Alexander Iwanow Petrow. Diese Regel wurde jedoch im informellen Umgang seit dem 19. Jahrhundert missachtet. Obwohl Iwanow („-ow, -owa, -owo“) eigentlich ein besitzanzeigendes Adjektiv ist, etwa vergleichbar der deutschen Wendung „der/die/das x-sche“, bedeutete es faktisch dasselbe, nämlich „Iwans Sohn“. Die Endung „-owitsch“ (in anderen Fällen „-ewitsch“) ist die männliche Form; die weibliche lautet „-owna“ bzw. „-ewna“. Auch die Familiennamen einiger sehr alter Adelshäuser trugen dieselbe Endung: Rjurikowitsch (die Nachfahren des Rjurik), Gediminowitsch usw.

#### Ungarn
Namensendung -y seltener auch -i; aber auch ein -h.
Zum Beispiel Ritter Miklós Horthy von Nagybánya, Standeserhöhung in den Ritterstand im Kaiserthum Österreich (in deutscher Übersetzung jedoch fälschlicherweise als Nikolaus von Horthy abgekürzt) oder Ödön von Horváth. Zu Prädikaten nach dem Familiennamen gilt das zu Österreich ausgeführte; an Stelle des „von“ stand aber bei uradeligen Häusern ohne kaiserlich-österreichische Standeserhöhung ein lateinisches „de“, wie bei Julius Graf Andrássy de Csik-Szent-Király et Kraszna-Horka. Ebenso wie im Ungarischen der Familienname vor dem Vornamen genannt wird, steht der Adelstitel am Ende: „Andrássy Gyula gróf“ (Andrássy Julius Graf); also umgekehrt als im Deutschen (Graf Julius Andrássy).

#### Slowakei
Endung -ský

## Anrede
Weiter bezeichnete der Begriff Adelsprädikat die Anrede für die Träger bestimmter Adelstitel. Sie lauteten in Deutschland und in Österreich bis 1918 bzw. in Liechtenstein heute wie folgt:

### Für Männer
| Titel                             | Anrede                                                     | Anrede                                      | Anrede |
| Titel                             | aus regierendem Haus                                       | aus standesherrlichem Haus                  | aus nichtregierendem Haus                                                                                         |
| --------------------------------- | ---------------------------------------------------------- | ------------------------------------------- | --- |
| Kaiser                            | Majestät                                                   |                                             | |
| König                             | Majestät                                                   |                                             | |
| Erzherzog                         | Kaiserliche und königliche Hoheit (S.K.K.H.)               |                                             | |
| Großherzog                        | Königliche Hoheit (S.K.H.)                                 |                                             | |
| Herzog                            | Je nach Stellung des Hauses: Königliche Hoheit oder Hoheit | Durchlaucht (S.D.)                          | Durchlaucht |
| Großfürst                         | Hoheit                                                     |                                             | |
| Fürst                             | Durchlaucht (S.D.)                                         | Durchlaucht (S.D.)                          | Seit 19. Jh. meist: Durchlaucht (die ältere Anrede lautete: Fürstliche Gnaden)                                    |
| Graf (Land-, Alt- oder Mark-) (*) | Je nach Rang des Hauses dessen Anrede folgend              | Erlaucht (S.E.) für standesherrliche Grafen | Graf (in der mündlichen Anrede ohne von bzw. zu), Hochgeboren (Briefkopf: S.H.) für nicht-standesherrliche Grafen |
| Freiherr, Baron                   |                                                            |                                             | Baron (ohne von bzw. zu), Hochgeboren bzw. Hochwohlgeboren (Briefkopf: S.H.)                                      |
| untituliert                       |                                                            |                                             | Herr von, Hochwohlgeboren (Niederlande: Jonkheer)                                                                 |

(*) Nur, wenn bis zum Reichsdeputationshauptschluss reichsunmittelbar und vom Kaiser als Prädikat verliehen an Hauschef, Hauschef und Erbgraf, oder an alle Agnaten soweit vom Hauschef anerkannt

### Für Frauen
| Titel                     | Anrede                                                 | Anrede                     | Anrede                                                                                           |
| Titel                     | aus regierendem Haus                                   | aus standesherrlichem Haus | aus nichtregierendem Haus                                                                        |
| ------------------------- | ------------------------------------------------------ | -------------------------- | ------------------------------------------------------------------------------------------------ |
| Kaiserin                  | Majestät                                               |                            |                                                                                                  |
| Königin                   | Majestät                                               |                            |                                                                                                  |
| Erzherzogin               | Kaiserliche und Königliche Hoheit (I.K.K.H.)           |                            |                                                                                                  |
| Großherzogin              | Königliche Hoheit (I.K.H.)                             |                            |                                                                                                  |
| Herzogin                  | Je nach Rang des Hauses: Königliche Hoheit oder Hoheit | Durchlaucht (I.D.)         | Durchlaucht                                                                                      |
| Großfürstin               | Kaiserliche Hoheit                                     |                            |                                                                                                  |
| Fürstin                   | Durchlaucht                                            | Durchlaucht                | Durchlaucht oder Fürstliche Gnaden                                                               |
| Gräfin                    | Je nach Rang des Hauses dessen Anrede folgend          | Erlaucht (I.E.)            | Gräfin (Anrede ohne von bzw. zu), Gräfinnen aus nicht-standesherrlichem Haus: Hochgeboren (I.H.) |
| Freifrau, Baronin, Freiin |                                                        |                            | Baronin (Anrede ohne von bzw. zu), Briefkopf: Hochgeboren bzw. Hochwohlgeboren (I.H.)            |
| untituliert               |                                                        |                            | Frau (von), Hochwohlgeboren (Niederlande: Jonkvrouw, Jkfr.)                                      |

Nach der Abschaffung der Adelsprivilegien hat der Freistaat Preußen 1920 entschieden, auch in der Anrede keinen Unterschied zwischen Bürgern und Adeligen zu machen. Diese Regelung wurde von der Bundesrepublik Deutschland übernommen. Nach heutigem deutschem Protokoll stehen deutschen Adeligen keine Besonderheiten mehr in Anrede und Schriftverkehr zu. Dies ergibt sich aus dem Gleichheitsgrundsatz des Grundgesetzes. Für ausländische Adelige gilt diese Regelung nicht, ihnen steht nach deutschem Protokoll eine besondere Anrede je nach Titel zu.  Offiziellen Charakter und protokollarische Bedeutung haben damit diese Titel, Rangbezeichnungen und Anreden nur in Ländern, in denen der Adel und seine Vorrechte nicht abgeschafft sind. Eine Verwendung der besonderen Anrede ist damit bei deutschen Adeligen rein freiwillig und entspricht nicht dem offiziellen Protokoll.